# Can Nouvilas
Can Nouvilas és una obra neoclàssica de Portbou (Alt Empordà) inclosa a l'Inventari del Patrimoni Arquitectònic de Catalunya.

## Descripció
Edifici cantoner de planta baixa i tres pisos amb coberta plana, molt proper a la Rambla del poble. Les façanes tenen obertures rectangulars de balcó i finestra, amb decoracions de motlures, i grans esgrafiats verticals de motius vegetals. La planta baixa ha estat desvirtuada pel local comercial que l'ocupa. El terrat presenta barana d'obra amb gerres ceràmiques decorant-la.